# Statheromeris atrifracta
Statheromeris atrifracta är en fjärilsart som beskrevs av Diakonoff 1973. Statheromeris atrifracta ingår i släktet Statheromeris och familjen vecklare. Inga underarter finns listade i Catalogue of Life.